# Patruljni teki na Zimskih olimpijskih igrah 1936
Patruljni teki na Zimskih olimpijskih igrah 1936.

## Rezultati
| Poz | Ekipa                                                                             | Čas       |
| --- | --------------------------------------------------------------------------------- | --------- |
| 1   | Italija · (Enrico Silvestri, Luigi Perenni, Stefano Sertorelli, Sisto Scilligo)   | 2:28:35,0 |
| 2   | Finska · (Eino Kuvaja, Olli Remes, Kalle Arantola, Olli Huttunen)                 | 2:28:49,0 |
| 3   | Švedska · (Gunnar Wåhlberg, Seth Olofsson, Johan Wiksten, John Westberg)          | 2:35:24,0 |
| 4   | Avstrija · (Albert Bach, Edwin Hartmann, Franz Hiermann, Eugen Tschurtschentaler) | 2:36:19,0 |
| 5   | Nemčija · (Herbert Leupold, Johann Hieble, Hermann Lochbühler, Michael Kirchmann) | 2:36:24,0 |
| 6   | Francija · (Jacques Faure, Marcel Cohendoz, Eugène Sibué, Jean Morand)            | 2:40:55,0 |
| 7   | Švica · (Arnold Käch, Josef Jauch, Eduard Waser, Josef Lindauer)                  | 2:43:39,0 |
| 8   | Češkoslovaška · (Karel Šteiner, Josef Mateásko, Bohuslav Musil, Bohumil Kosour)   | 2:50:08,8 |
| 9   | Poljska · (Władysław Żytkowicz, Jan Pydych, Józef Zubek, Adam Rzepka)             | 2:52:27,0 |